# Journal of the American Oriental Society
Le Journal of the American Oriental Society (JAOS) est une revue scientifique publiée par l'American Oriental Society depuis 1843.
L'adhésion à l'American Oriental Society comprend l'abonnement à la revue. Cette société savante se développe au cours des XIXe et XXe siècles pour devenir un organisme important auquel adhèrent des centaines de chercheurs du monde entier.
Reflétant dès ses débuts l'orientalisme tel qu'il se développe aux États-Unis, la revue traite des littératures et des civilisations de l'Afrique du Nord, du Proche-Orient, de l'Asie du Sud et du Sud-Est, de l'Asie centrale, de l'Extrême-Orient et du monde islamique. Ses articles pemettent de faire connaître les recherches des orientalistes américains.
À ses débuts, la revue paraît de manière assez irrégulière. Elle est publiée en un volume annuel à partir de la fin du XIXe siècle. Depuis les années 1930, ce volume paraît en quatre livraisons par an, une par trimestre.
C'est une revue de recherche réputée. Tous ses numéros, depuis le premier volume (1843-1849), sont disponibles sur le portail JSTOR.